# Denis de Schinkel

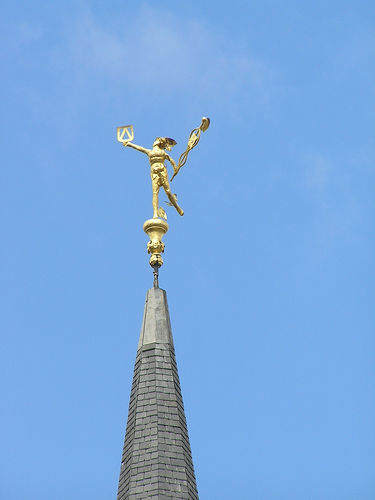
De Romeinse god van de handel Mercurius, op de top van de Belforttoren geplaatst door burgemeester Schinkel in 1712.

Denis de Schinkel (Kortrijk, 1664 - 1727) was jarenlang afwisselend burgemeester en schepen van de Belgische stad Kortrijk. Zo was hij burgemeester in 1702-1705, 1712-1716 en 1722-1724.

## Verwezenlijkingen
In 1712 liet burgemeester Schinkel een bronzen Mercuriusbeeld plaatsen met het wapen van Kortrijk in de hand op de spits van de Kleine Lakenhalle (op het huidige Belfort van Kortrijk) naar een ontwerp van zilversmid Gaspard Descamps.
In de stadswijk Overleie stichtte Schinkel een kermis voor het volk en later werd in deze wijk een straat naar hem vernoemd, de Burgemeester Schinkelstraat. In de 19de en 20ste eeuw werd de Overleise gilde 'De Vereenigde Vrienden' ook 'De Schinckelheeren' genoemd naar Denis de Schinkel. Hij kreeg ook een borstbeeld dat in 1896 vervangen werd door een nieuw. Schinkel wordt ook vermeld in een gedicht (nagelaten dichtwerk VD5) van de Vlaamse dichter Guido Gezelle.
Er zijn vier verenigingen gekend die de naam van de burgemeester overnamen: de maatschappij “De Schinckelbroers" die reeds bestond van 1712 en na haar ontbinding in 1896 ontstaan gaf aan de maatschappij “De Schinkelzonen”, De “Schinkelbolders” en de “Schinkel–heren”.

## Schinkel in de Kortrijkse folklore
In de 19de eeuw werd de herinnering aan deze bekende figuur van Overleie in ere gehouden door hem als reus af te beelden. Een beeld van drie meter hoog werd tijdens Overleie-kermis op een verhoog aan de Sint-Jansput geplaatst en werd ook meegedragen in optochten. In 1897 werd een nieuwe reus vervaardigd door de beeldhouwer Victor Acke. In 1926 maakte deze nog een nieuwe versie. Tot aan de Tweede Wereldoorlog was de reus steevast te zien op de Schinkelkermis.